# Parsonsia longipetiolata
Parsonsia longipetiolata är en oleanderväxtart som beskrevs av J.B. Williams. Parsonsia longipetiolata ingår i släktet Parsonsia och familjen oleanderväxter. Inga underarter finns listade i Catalogue of Life.